# Liste der britischen Infanterieregimenter der Frühen Neuzeit
Die vorliegende Liste der britischen Infanterieregimenter der Frühen Neuzeit kann nur willkürlich mit den napoleonischen Kriegen enden. Eine Zäsur, wie sie die brandenburg-preußische Armee auf Grund ihrer Kapitulation 1806 erfuhr, gab es in der British Army nicht. Seit dem 17. Jahrhundert wurde eine Vielzahl von temporär existierender Regimenter aufgestellt, meist aus Anlass von Feldzügen. Sie sind nur zum Teil Bestandteil dieser Übersicht.

## Erläuterung der Systematik
Bis weit in das 18. Jahrhundert wurden die britischen Regimenter nach ihren Regimentschefs bezeichnet. 1747 legte eine königliche Verfügung eine Nummerierung nach dem Anciennitätsprinzip fest (als „Army list 1751“ bezeichnet). Diese Liste legte die Reihenfolge nach Alter und in Abweichung davon nach Rang fest. Die Nummerierung wurde aber erst in den letzten Jahrzehnten des 18. Jahrhunderts für die Regimentsbezeichnungen genutzt. Sie hatte noch bis in das 20. Jahrhundert ihre Gültigkeit. Vielfach wurde die Nummerierung geändert, da ganze Regimenter aufgelöst wurden. Die Nummerierung für die Frühe Neuzeit wurde hier deshalb auf 1760 festgelegt. Regimenter, die zwischen 1747 und 1760 aufgelöst wurden, sind separat aufgeführt. Regimenter, die vor 1747 aufgelöst wurden, erhalten keine Nummer. Zusätzlich zu den Nummerierungen wird den unten stehenden Regimentern das Gründungsjahr hinzugefügt. So soll eine Vergleichbarkeit erleichtert werden. 
Bedeutung der verwendeten Zeichen:
- * = Gründung
- † = Auflösung
- < = Herkunft
- > = Verbleib.

## Regimenter nach Stammliste

### Garderegimenter
- 1st Regiment of Foot Guards

* 1656 errichtet als the Kings Regiment of Guards > 1685 The First Regiment of Foot Guards > 1815 Grenadier Guards
- 2nd Regiment of Foot Guards

* 1650 errichtet als Colonel Monck’s Regiment of Foot > 1660 The Lord General’s Regiment of Foot > 1661 The Lord General’s Regiment of Foot Guards > 1670 The Coldstream Regiment of Foot Guards > 1810 The Coldstream Guards
- 3rd Regiment of Foot Guards

* 1642 errichtet als Argyle’s Regiment >1660 The Scots Regiment of Guards  > 1713 The 3rd Foot Guards > 1831 The Scots Fusilier Guards 1877 > Scots Guards

### Feldregimenter
- 1st (Royal) Regiment of Foot

* 1633 errichtet in Frankreich als Le Regiment de Douglas > 1678 Earl of Dumbarton’s > 1684 Royal > 1751 1st > 1881 Royal Scots
- 2nd (Queen’s Royal) Regiment of Foot 1661/3

* 1661 errichtet als Tangier Regiment  > 1684 The Queen Dowager’s Regiment of Foot  > 1703 The Queen’s Royal Regiment Regiment of Foot >  1715 The Princess of Wales’s Own Regiment of Foot > 1727 The Queen’s Own Regiment of Foot > 1751 2nd Queens Royal Regiment of Foot > 1881 Queen’s (Royal West Surrey Regiment)
- 3rd Regiment of Foot (The Buffs) 1664/2

* 1664 als Holland’s | 1757 Buffs > 1804 3rd Buffs (East Kent)
- 4th (The King’s Own) Regiment of Foot 1680

* 1680 als 2nd Tangier Regiment | 1715 King’s Own > 1804 4th King’s Own
- 5th Regiment of Foot 1689/6

* 1689 als Tollemache’s Regiment of Foot (Niederlande) 1675/2 > 1689 Lloyd’s | 1782 5th Northumberland > 1804 5th Northumberland
- 6th (1st Warwickshire) Regiment of Foot 1689/7

- 7th (Royal Fusiliers) Regiment of Foot 1685/11

- 8th (The King’s) Regiment of Foot 1685/12

- 9th (East Norfolk) Regiment of Foot 1685/13

- 10th (North Lincoln) Regiment of Foot 1685/14

- 11th (North Devonshire) Regiment of Foot 1685/15

- 12th (East Suffolk) Regiment of Foot  1685/16

- 13th (1st Somersetshire) Regiment of Foot 1685/17

- 14th Regiment of Foot 1685/18

- 15th (York, East Riding) Regiment of Foot 1685/19

- 16th Regiment of Foot 1688/9

- 17th (Leicestershire) Regiment of Foot 1688/10

- 18th (Royal Irish) Regiment of Foot 1684

- 19th (1st Yorkshire, North Riding) Regiment of Foot 1688/11

- 20th (East Devonshire) Regiment of Foot 1688/12

- 21st (Royal North British Fusiliers) Regiment of Foot 1678/25

- 22nd (Cheshire) Regiment of Foot 1689/9

- 23rd (Royal Welch Fusiliers) Regiment of Foot 1689/10

- 24th (2nd Warwickshire) Regiment of Foot 1689/11

- 25th Regiment of Foot 1689/12

- 26th (Cameronian) Regiment of Foot 1689/13

- 27th (Inniskilling) Regiment of Foot 1689/14

- 28th (North Gloucestershire) Regiment of Foot 1702/2

- 29th (Worcestershire) Regiment of Foot 1702/3

- 30th (Cambridgeshire) Regiment of Foot 1702/4

- 31st (Huntingdonshire) Regiment of Foot 1702/5

- 32nd (Cornwall) Regiment of Foot 1702/6

- 33rd (1st York, West Riding) Regiment of Foot 1702/7

- 34th (Cumberland) Regiment of Foot 1702/8

- 35th (Royal Sussex) Regiment of Foot 1701/1

- 36th (Herefordshire) Regiment of Foot 1701/2

- 37th (North Hampshire) Regiment of Foot 1702/9

- 38th (1st Staffordshire) Regiment of Foot 1702/10

- 39th (Dorsetshire) Regiment of Foot 1702/11

- 40th (2nd Somersetshire) Regiment of Foot 1717

- 41st (Welch) Regiment of Foot 1719

- 42nd (Royal Highland) Regiment of Foot (Black Watch) 1739/1

- 43rd Regiment of Foot 1741/1

* 1741 als Fowke’s | 1747 54th > 1751 43rd | 1804 Monmouthshire
- 44th Regiment of Foot 1741/2

* 1741 als Long’s | 1747 55th > 1751 44th | 1756 Abercromby > 1804 East Essex
- 45th Regiment of Foot 1741/3

* 1741 als Houghton’s > 56th > 1748 45th | 1804 Nottinghamshire
- 46th Regiment of Foot 1741/4

* 1741 als Price’s > 57th > 1748 46th > 1804 South Devonshire
- 47th (Lancashire) Regiment of Foot 1741/5

* 1741 als Mordount’s > 58th > 1748 47th > 1804 Lancashire
- 48th Regiment of Foot 1741/6

* 1741 als Chelmondeley’s > 59th > 1748 48th > 1804 Northamptonshire
- 49th Regiment of Foot 1743/2

* 1743 als Trelwany’s > 63rd > 1748 49th | 1754 Walsh’s | 1761 Stanwix’s > 1804 Hertfordshire
- 50th (Queen’s Own) Regiment of Foot 1755/1

* 1755 als Abercromby’s | 1756 Hodgson’s [1757 50th] | 1759 Griffin’s | 1760 Carr’s > 1804 West Kent
- 51st Regiment of Foot 1755/2

* 1755 als Napier’s | 1757 Brudenell’s [1757 No. 51] > 1804 2nd Yorkshire, West Riding
- 52nd (Oxfordshire) Regiment of Foot 1755/3

- 53rd (Shropshire) Regiment of Foot 1755/4

- 54th (West Norfolk) Regiment of Foot 1755/5

- 55th (Westmorland) Regiment of Foot 1755/6

- 56th (West Essex) Regiment of Foot 1755/7

- 57th (West Middlesex) Regiment of Foot 1755/8

- 58th (Rutlandshire) Regiment of Foot 1755/9

- 59th (2nd Nottinghamshire) Regiment of Foot 1755/10

- 60th Regiment of Foot 1755/11

* 1757 als Royal American > The Duke of York’s Own Rifle Corps > 1830 The King’s Royal Rifle Corps
- 61st Regiment of Foot 1758/1

* 1758 als Elliot’s | 1759 Grey’s > 1804 South Gloucestershire
- 62nd Regiment of Foot 1758/2

* 1758 als Strode’s > 1804 Wiltshire
- 63rd Regiment of Foot 1758/3

* 1758 als Watson’s | 1760 Boothby’s > 1804 West Suffolk
- 64th Regiment of Foot 1758/4

* 1758 als Barrington’s | 1759 Townshend’s | 1759 Cary’s > 1804 2nd Staffordshire
- 65th Regiment of Foot 1758/5

* 1758 als Armiger’s | 1759 Malpas’s > 1804 2nd Yorkshire, North Riding
- 66th Regiment of Foot 1758/6

* 1758 als Sandford’s | 1758 La Faussille’s > 1804 Berkshire
- 67th Regiment of Foot 1758/7

* 1758 als Wolfe’s | 1758 Cavendish’s > 1804 South Hampshire
- 68th Regiment of Foot 1758/8

* 1758 als Lambton’s > 1804 Durham
- 69th Regiment of Foot 1758/9

* 1758 als Colvil’s > 1804 South Lincolnshire
- 70th Regiment of Foot 1758/10

* 1758 als Parsloe’s | 1760 Trapaud’s > 1804 Surrey
- 71st Regiment of Foot 1758/11

* 1758 als Petitot’s > † 1763
- 71st (Highland) Regiment of Foot 1758/11

* 1777 als 73rd (Highland) | 1786 71st (Highland)
- 72nd Regiment of Foot 1758/12

* 1758 als Richmond’s > † 1763
- 73rd Regiment of Foot 1758/13

* 1758 als Browne’s > † 1763
- 73rd (Highland) Regiment of Foot 1787

* 1787
- 74th Regiment of Foot 1758/14

* 1758 als Talbot’s | 1761 Irwin’s > † 1763
- 75th Regiment of Foot 1758/15

* 1758 als Boscawen’s | 1762 Frederick’s > † 1763
- 76th Regiment of Foot 1756/1

* 1758 als Forbes’s | 1761 Rufane’s > † 1763
- 77th Regiment of Foot 1756/2

* 1758 als Montgommery’s Highlanders > † 1763
- 78th Regiment of Foot 1757/1

* 1757 als Fraser’s Highlanders (No. 63 alt) | 1758 78th > † 1763
- 79th Regiment of Foot 1757/2

* 1757 als Draper’s (64th alt) | 1758 79th > † 1763
- 80th Regiment of Foot 1758/16

* 1758 als Gage’s (Light Infantry) | 1762 Wilmut’s > † 1763
- 81st Regiment of Foot 1758/17

* 1758 als Linderer’s Invalids > † 1765
- 82nd Regiment of Foot 1758/18

* 1758 als Parker’s Invalids > † 1769
- 83rd Regiment of Foot 1758/19

* 1758 als Sebrigh’s (Irish) | 1760 Armstrong’s > † 1763
- 84th Regiment of Foot 1759/6

* 1759 als Coote’s > † 1763
- 85th Regiment of Foot 1759/7

* 1759 als Royal Volunteers (Light Infantry) > † 1763
- 86th Regiment of Foot 1759/8

* 1759 als Worge’s > † 1763
- 87th Regiment of Foot 1759/9

* 1759 als Keith’s Highlanders > † 1763
- 88th Regiment of Foot 1760/3

* 1760 als Royal Highland Volunteers / Campbell’s > † 1763
- 89th (Highland) Regiment of Foot 1759/10

* 1759 als Morris’s Highlanders > † 1765
- 90th Regiment of Foot 1759/10

* 1759 als Morgan’s (Irish Light Infantry) | 1762 Grant’s > † 1763
- 91st Regiment of Foot 1760/4

* 1760 als Blaney (Irish) > † 1763
- 92nd Regiment of Foot 1760/5

* 1760 als Gore’s (Irish) > † 1763
- 93rd Regiment of Foot 1760/6

* 1760 als Bagshave’s (Irish) | 1763 Carleton’s > † 1763
- 94th Regiment of Foot 1760/7

* 1760 als Royal Welsh Volunteers / Vaughan’s | 1763 Monckton’s > † 1763
- 95th Regiment of Foot 1760/8

* 1760 als Burton’s > † 1763
- 96th Regiment of Foot 1761/1

* 1761 als Monson’s > † 1763
- 97th Regiment of Foot 1761/2

* 1761 als Stuart’s | 1762 Forrester’s > † 1763
- 98th Regiment of Foot 1761/3

* 1761 als Grey’s > † 1763
- 99th Regiment of Foot 1761/4

* 1761 als Byng’s > † 1763
- 100th (Highland) Regiment of Foot 1761/5

* 1761 als Campbell’s Highlanders | 1762 Broughton’s > † 1763
- 101th (Highland) Regiment of Foot 1761/6

* 1761 als Johnston’s Highlanders > † 1763
- 102nd Regiment of Foot 1761/7

* 1761 als Queen’s Royal British Volunteers / Wedderburn’s | 1762 Alderton’s > † 1763
- 103rd Regiment of Foot 1761/8

* 1761 als Volunteer Hunters / Oswald’s > † 1763
- 104th Regiment of Foot 1761/9

* 1761 als Tonyn’s > † 1763
- 105th Regiment of Foot 1761/10

* 1761 als Queen’s Own Highlanders / Graeme’s > † 1763
- 106th Regiment of Foot 1761/11

* 1761 als Black Musketeers / Barré’s > † 1763
- 107th Regiment of Foot 1761/12

* 1761 als Queen’s Own Royal British Volunteers / Beauclerk’s > † 1763
- 108th Regiment of Foot 1761/13

* 1761 als M’Doual’s | 1762 Scott’s > † 1763
- 109th Regiment of Foot 1761/14

* 1761 als Nairn’s > † 1763
- 110th Regiment of Foot 1761/15

* 1761 als Daeken’s > † 1763
- 111th Regiment of Foot 1761/16

* 1761 als Ogle’s / Warkworth’s > † 1763
- 112th Regiment of Foot (King’s Royal Musketeers)  1761/17

* 1761 als Markham’s > † 1763
- 113th (Royal Highlanders) Regiment of Foot 1761/18

* 1761 als Hamilton’s > † 1763
- 114th (Royal Highland Volunteers) Regiment of Foot 1761/19

* 1761 als MacLean’s > † 1763
- 115th (Royal Scotch Lowlanders) Regiment of Foot 1761/20

* 1761 als Craufurd’s > † 1763
- 116th (Invalids) Regiment of Foot 1762/1

* 1762 als Ackland’s Invalids > † 1763
- 117th (Invalids) Regiment of Foot 1762/2

* 1762 als Cliffe’s Invalids > † 1763
- 118th (Invalids) Regiment of Foot 1762/3

*1762 als Lind’s Invalids > † 1763
- 119th (The Prince’s Own) Regiment of Foot 1762/4

* 1762 als FitzRoy’s > † 1763
- 120th Regiment of Foot 1762/5

* 1762 als Elphinstone’s > † 1763
- 121st Regiment of Foot 1762/6

* 1762 als Gisborne’s > † 1763
- 122nd Regiment of Foot 1762/7

* 1762 als Mackay’s > † 1763
- 123rd Regiment of Foot 1762/8

*1762 als Pomeroy’s > † 1763
- 124th Regiment of Foot 1762/9

*1762 als Rossmore’s | 1763 Cunningham’s > † 1763

## Kurzfristig bestehende „reduzierte“ Regimenter
- 43rd (American) Regiment of Foot 1739/2

* 1739 als Spotswood’s > 1740 Gooch’s > † 1742
- 44th Regiment of Foot (1st Marines) 1739/3

* 1739 als 1st Wolfe’s Marines > † 1748
- 45th Regiment of Foot (2nd Marines) 1739/4

* 1739 als 2nd Robinson’s Marines > † 1748
- 46th Regiment of Foot (3rd Marines) 1739/5

* 1741 als 3rd Lowther’s Marines > † 1748
- 47th Regiment of Foot (4th Marines) 1739/6

* 1739 als 4th Wynyard’s Marines > † 1748
- 48th Regiment of Foot (5th Marines) 1739/7

* 1739 als 5th Douglas’s Marines > † 1748
- 49th Regiment of Foot (6th Marines) 1739/8

* 1739 als 6th Moreton’s Marines > † 1748
- 50th Regiment of Foot (7th Marines) 1740/1

* 1740 als Cornewall’s Marines > † 1748
- 50th Regiment of Foot (American Provincials) 1754/1

* 1754 als Shirley’s | † 1756
- 51st Regiment of Foot (8th Marines) 1740/2

* 1740 als 8th Moreton’s Marines > † 1748
- 51st Regiment of Foot (Cape Breton Regiment) 1754/2

* 1754 als Pepperril’s | † 1757
- 52nd Regiment of Foot (9th Marines) 1740/3

* 1740 als 9th Moreton’s Marines > † 1748
- 53rd Regiment of Foot (10th Marines) 1740/4

* 1740 als 10th Jefferie’s Marines > † 1748
- 54th Regiment of Foot 1741/1

* 1740 als Fowke’s > 1747 54th > 1751 43rd (siehe oben)
- 55th Regiment of Foot 1741/2
- 1741 als Long’s > 1747 55th > 1751 44th (siehe oben)

- 56th Regiment of Foot 1741/3

* 1741 als Houghton’s > 56th > 1748 45th (siehe oben)
- 57th Regiment of Foot 1741/4

* 1741 als Price’s > 57th > 1748 46th (siehe oben)
- 58th Regiment of Foot 1741/5

* 1741 als Mordount’s > 58th > 1748 47th (siehe oben)
- 59th Regiment of Foot 1741/6

* 1741 als Chelmondeley’s > 59th > 1748 48th (siehe oben)
- 60th Regiment of Foot 1741/7

* 1741 als Des Granges’s > † 1748
- 61st Regiment of Foot 1742

* 1742 als Richbell’s > † 1748
- 62nd Regiment of Foot 1743/1

* 1743 als Battereau’s Marines > † 1748
- 63rd (American) Regiment of Foot 1743/2

* 1743 als Trelawny’s > 63rd > 1748 49th (siehe oben)
- Argyllshire Fencible Regiment 1759/12

* 1759 als Campbell’s Argyllshire Fencibles > † 1763
- Sutherland Fencible Regiment 1759/13

* 1759 als Campbell’s Sutherland Fencibles > † 1763